# Astaena heterophylla
Astaena heterophylla är en skalbaggsart som beskrevs av Moser 1921. Astaena heterophylla ingår i släktet Astaena och familjen Melolonthidae. Inga underarter finns listade.